# 特里杜貝
特里杜贝是烏克蘭的村落，位於該國南部尼古拉耶夫州，由五一城區負責管轄，面積5.97平方公里，海拔高度149米，2001年人口2,157，人口密度每平方公里361.1人。